# Jean Dewever
Jean Dewever (* 3. Dezember 1927; † 21. April 2010) war ein französischer Regisseur und Drehbuchautor.

## Leben
Für seinen Dokumentarfilm La crise du logement (Die Immobilienkrise) erhält Jean Dewever 1956 den Prix Louis Lumière. Auf einen weiteren Dokumentarfilm folgt 1961 Jean Dewevers erster Langspielfilm, das Antikriegsdrama Die vor die Hunde gehen. Dewever zeigt in seinem fern von Pathos gegen die Kriegsideologie gerichteten Film den Versuch französischer Widerstandskämpfer und deutscher Soldaten, sich kurz vor dem Einmarsch der Amerikaner zu einigen, was jedoch in einem grausamen Blutbad endet. Mit seinem Co-Autor Jean-Charles Tacchella schreibt er zehn Jahre später auch das Drehbuch zu Les jambes en l'air mit Sylva Koscina, Georges Géret und Maria Schneider, bei dem Dewever ebenfalls Regie führt. 
Neben diesen beiden Kinofilmen und weiteren Dokumentarfilmen arbeitet Dewever hauptsächlich für das Fernsehen. Neben Episoden für die Krimireihen Allô Police und Spionage (Le monde parallèle) dreht er 1967 die anarchische Familienserie Les oiseaux rares: Anna Gaylor und Guy Saint-Jean sind die Eltern von fünf Töchtern (u. a. Claude Jade, Dominique Labourier, Bernadette Robert), die auf gesellschaftliche Normen pfeifen. In 60 Folgen treiben die Massonneaus ihren Schabernack, bis in der letzten Episode eine Polizeieinheit die Villa stürmt, um dem Treiben ein Ende zu bereiten.
In den 1970er Jahren adaptiert er Molières George Dandin (1973) mit Robert Hirsch fürs Fernsehen und dreht 1978 das Filmexperiment Ulysse est revenu, in dem Claude Jade in vier verschiedenen Rollen (u. a. als Göttin Pallas Athene, als Journalistin und als Schäfer) einen verschwundenen Schauspieler (Maxence Mailfort) sucht, der zugleich Odysseus ist.
Seine letzte Regiearbeit ist 1983 die Fernsehserie La route inconnue.